# Bąki (województwo opolskie)
Bąki (dodatkowa nazwa w j. niem. Bonken) – wieś w Polsce, położona w województwie opolskim, w powiecie oleskim, w gminie Dobrodzień.
W latach 1975–1998 przysiółek administracyjnie należał do województwa częstochowskiego.
Przed 2023 r. miejscowość była przysiółkiem wsi Bzinica Stara.

## Galeria

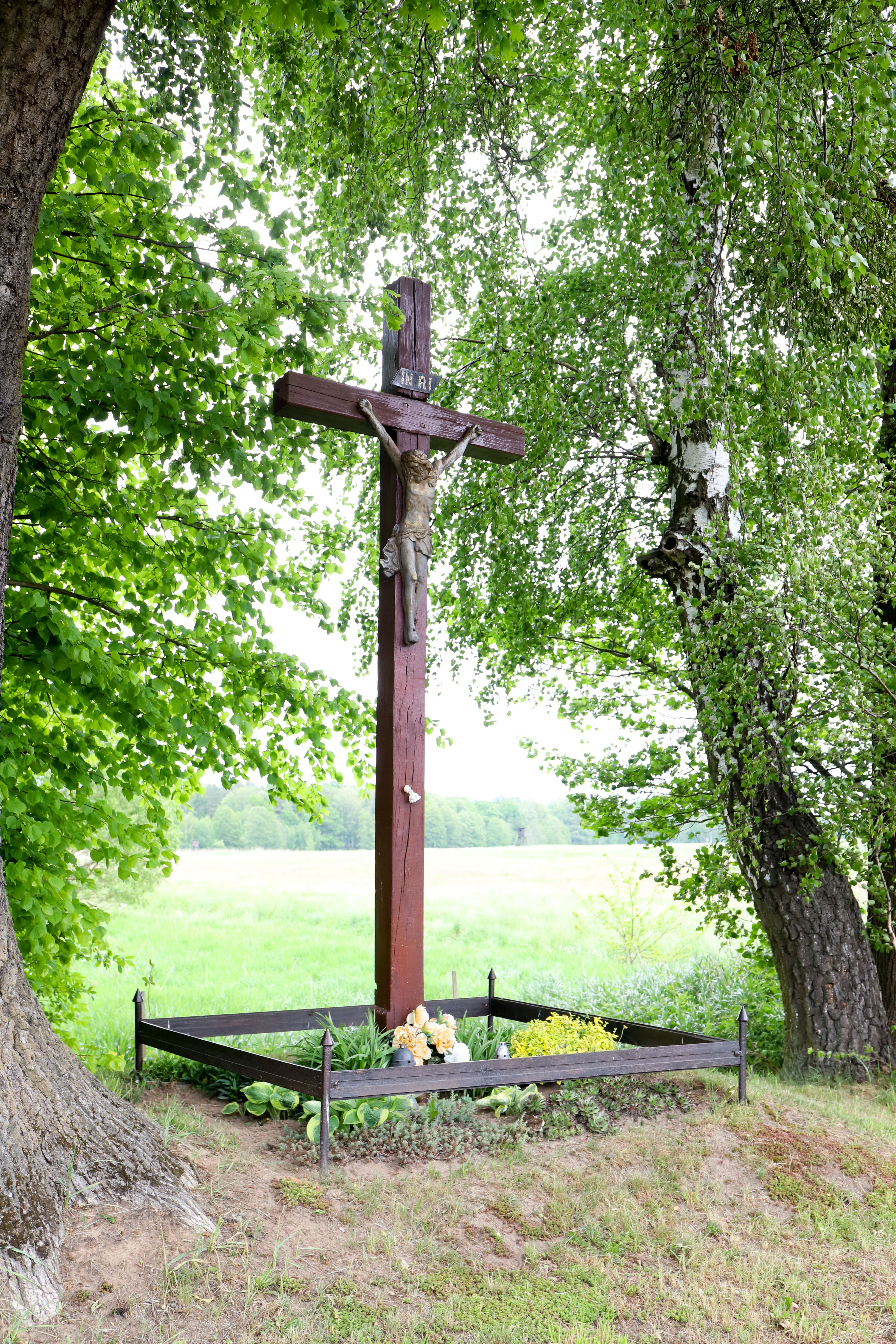
Krzyż przydrożny
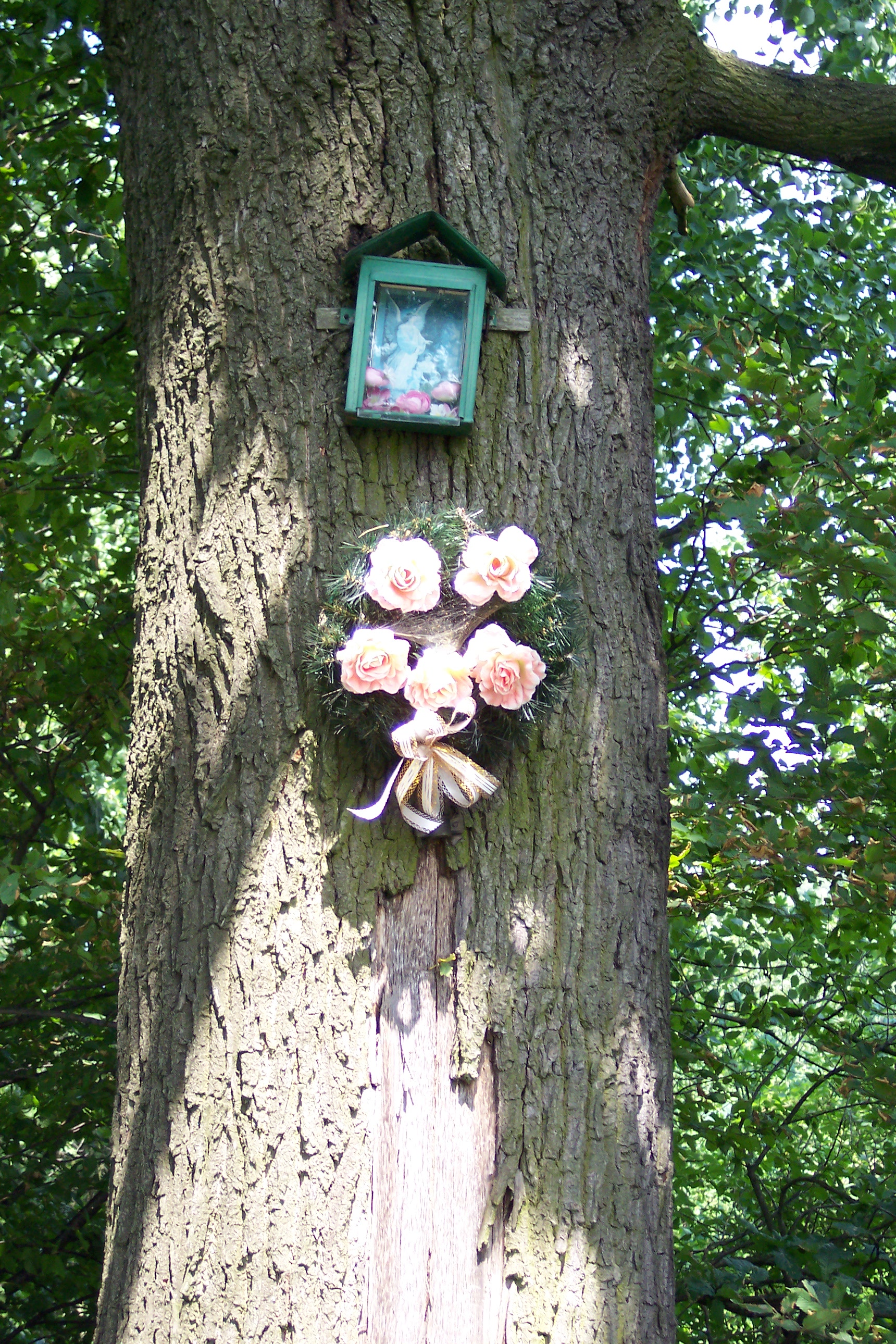
Przydrożna kapliczka